# 신양초등학교 (경기)
신양초등학교는 대한민국 경기도 김포시에 있는 공립 초등학교이다.

## 학교 연혁
- 2010년 2월 8일 신양초등학교, 신양초등학교병설유치원 설립
- 2010년 3월 1일 신양초등학교 6학급, 신양초등학교병설유치원 2학급 개교
- 2010년 3월 1일 초대 우옥순 교장 취임
- 2010년 3월 2일 시업식(전입학 학생수 72명)
- 2010년 3월 2일 1학년 입학식(30명)
- 2010년 3월 5일 유치원 입학식(23명)
- 2010년 5월 10일 신양초등학교 7학급(1학년 2학급 편성)
- 2010년 6월 4일 신양초등학교 8학급(2학년 2학급 편성)
- 2010년 6월 7일 신양초등학교 10학급(3학년 2학급 편성, 5학년 2학급 편성)
- 2010년 9월 2일 신양초등학교 12학급(4학년 2학급 편성, 6학년 2학급 편성)
- 2011년 2월 17일 제1회 졸업장 수여식(남 24, 여 22, 계 46명)
- 2011년 3월 1일 신양초등학교 16학급 편성(특수학급 1학급)
- 2011년 3월 2일 1학년 입학식(90명)
- 2011년 3월 7일 유치원 입학식(49명)
- 2012년 2월 10일 제2회 졸업장 수여식(71명)
- 2012년 3월 1일 신양초등학교 20학급 편성(특수학급 1학급)
- 2012년 3월 2일 1학년 입학식
- 2012년 3월 5일 유치원 입학식(46명)
- 2013년 2월 15일 제3회 졸업장 수여식(72명)
- 2013년 3월 1일 신양초등학교 20학급 편성(특수학급 1학급) 병설유치원 4학급 편성
- 2013년 9월 1일 제2대 이준영 교장선생님 취임
- 2014년 2월 14일 제4회 졸업장 수여식
- 2014년 3월 3일 신양초등학교 21학급 편성(특수학급 1학급) 병설유치원 4학급 편성
- 2014년 9월 1일 제3대 최동석 교장선생님 취임